# Сборная Колумбии по регби
Сборная Колумбии по регби (исп. Selección de rugby de Colombia) представляет Колумбию в международных матчах по регби-15 высшего уровня. По классификации Международного совета регби сборная относится к третьему ярусу. По состоянию на 2 сентября 2019 года колумбийцы располагаются на 32 месте в рейтинге организации. Команда ни разу не играла в финальной части чемпионата мира, но принимала участие в отборочных турнирах. Команда известна под прозвищем туканы.

## История
Первый матч сборная провела 8 января 1996 года. Соперником дебютантов выступили мексиканцы, а матч завершился вничью (10:10). Колумбийцы пытались пройти отбор к чемпионату мира 2003 года, отборочный турнир проходил в ноябре 2001 года. Коллектив сыграл в группе (Раунд 1, группа «Юг») с Бразилией, Венесуэлой и Перу, остановившись на этом этапе.
Следующий отборочный цикл стартовал в 2004 году. На этот раз команда попала в раунд «1B», эквивалентный уровню команд из второго дивизиона Южноамериканской конфедерации регби. Колумбийцы стали четвёртыми, пропустив вперёд вполне сопоставимых по силе представителей Венесуэлы и Перу. Колумбия проиграла им со счётом 27:31 и 10:15 соответственно.

### Чемпионаты мира
- 1987: не приглашены
- 1991: не участвовали
- 1995: не участвовали
- 1999: не участвовали
- 2003: не прошли отбор
- 2007: не прошли отбор
- 2011: не прошли отбор
- 2015: не прошли отбор
- 2019: не прошли отбор

## Результаты
По состоянию на 20 мая 2013 года.
| Соперник   | Матчи | Победы | Поражения | Ничьи | Доля побед |
| ---------- | ----- | ------ | --------- | ----- | ---------- |
| Бразилия   | 7     | 0      | 7         | 0     | 0 %        |
| Венесуэла  | 11    | 4      | 7         | 0     | 36 %       |
| Коста-Рика | 4     | 4      | 0         | 0     | 100 %      |
| Мексика    | 1     | 0      | 0         | 1     | 0 %        |
| Парагвай   | 4     | 0      | 4         | 0     | 0 %        |
| Перу       | 11    | 5      | 6         | 0     | 46 %       |
| Всего      | 38    | 13     | 24        | 1     | 34 %       |